# 第47回都市対抗野球大会予選
第47回都市対抗野球大会予選は、第47回都市対抗野球大会本戦出場チームを決める試合の結果をまとめたものである。
なお、1次予選でのコールドゲーム、延長戦のイニングについては記していない。

## 出場枠
- 推薦出場（前回大会優勝：電電関東）

- 地区代表（北海道2、東北2、北関東1、南関東2、東京3、川崎市1、横浜市1、山梨・静岡2、信越1、名古屋市1、東海北陸2、京都市1、大阪市2、神戸市1、東近畿1、西近畿2、中国2、四国2、九州2）

## 北海道地区
- 1回戦

日産サニー札幌　2－0　函館太洋倶楽部
北海道拓殖銀行　6－0　王子製紙苫小牧
小樽野球協会　3－0　旭川鉄道管理局
札幌鉄道管理局　5－0　札幌トヨペット
航空自衛隊稚内　6－2　札幌フライヤーズ
- 2回戦

北海道拓殖銀行　3x－0（延長10回）　日産サニー札幌
新日鉄室蘭　15－0（7回コールド）　小樽野球協会
大昭和製紙北海道　1x－0　札幌鉄道管理局
電電北海道　16－3（7回コールド）　航空自衛隊稚内
- 敗者復活1回戦

日産サニー札幌　7－3　小樽野球協会
札幌鉄道管理局　9－0　航空自衛隊稚内
- 敗者復活2回戦

日産サニー札幌　2x－1（延長12回）　札幌鉄道管理局
- 代表決定リーグ戦

北海道拓殖銀行　6－0　日産サニー札幌
大昭和製紙北海道　2－1　電電北海道
大昭和製紙北海道　1x－0（延長11回）　新日鉄室蘭
電電北海道　2－1　北海道拓殖銀行
電電北海道　4x－3（延長11回）　新日鉄室蘭
大昭和製紙北海道　6－1　日産サニー札幌
北海道拓殖銀行　3－1　大昭和製紙北海道
新日鉄室蘭　2－0　日産サニー札幌
日産サニー札幌　5－1　電電北海道
新日鉄室蘭　3－2　北海道拓殖銀行
（最終結果　1位：大昭和製紙北海道（3勝1敗）、2位：北海道拓殖銀行、新日鉄室蘭、電電北海道（2勝2敗）、5位：日産サニー札幌（1勝3敗））
大昭和製紙が第1代表に決定、北海道拓殖銀行、新日鉄室蘭、電電北海道の3チームで第2代表決定リーグ戦を行う。
- 第2代表決定リーグ戦

北海道拓殖銀行　5－3　新日鉄室蘭
北海道拓殖銀行　5－2　電電北海道
大昭和製紙北海道、北海道拓殖銀行が本戦出場

## 東北地区

### 青森県1次予選
- 1回戦

自衛隊青森　3－1　三菱製紙八戸
きものセンター　10－1　オール青森
- 敗者復活戦

オール青森　9－7　三菱製紙八戸
- 準決勝（代表決定戦）

きものセンター　3－2　自衛隊青森
八戸市水道部　9－0　オール青森
- 決勝

きものセンター　2－1　八戸市水道部
きものセンター、八戸市水道部が東北2次予選に進出

### 岩手県1次予選
- 1回戦

高田クラブ　14－4　一戸桜陵
オール江刺　13－0　イシドリヤ
オール不来方　3－0　全久慈
小野田セメント　7－0　オール釜石
- 2回戦

一関三星　5－0　高田クラブ
岩手銀行　2－0　オール宮古
リアスクラブ　3－1　オール江刺
新日鉄釜石　11－1　水沢駒形野球倶楽部
オール不来方　4－2　釜石信金
東京製網　10－1　アイワ
小野田セメント　22－2　衣川クラブ
JA岩手県経済連　4－3　一関ユニオン
- 3回戦

岩手銀行　8－1　一関三星
新日鉄釜石　6－0　リアスクラブ
オール不来方　2－0　東京製網
小野田セメント　4－0　JA岩手県経済連
- 準決勝（代表決定戦）

新日鉄釜石　5－1　岩手銀行
小野田セメント　4－1　オール不来方
- 決勝

新日鉄釜石　7－0　小野田セメント
新日鉄釜石、小野田セメントが東北2次予選に進出（盛岡鉄道管理局、谷村新興は1次予選免除）

### 秋田県1次予選
- 1回戦

国鉄秋田　5－2　東北肥料
秋田経大校友クラブ　11－2　サトウクラブ
秋田相互銀行　5－3　秋田銀行
- 準決勝（代表決定戦）

TDK　8－1　国鉄秋田
秋田相互銀行　6－4　秋田経大校友クラブ
- 決勝

TDK　4－0　秋田相互銀行
TDK、秋田相互銀行が東北2次予選に進出

### 宮城県1次予選
- 1回戦

仙台鉄道管理局　9－0　気仙沼クラブ
仙台球友クラブ　8－2　古川テクニカル
- 2回戦

日和クラブ　6－0　オノヤクラブ
石巻ハリケーン　2－0　亘理クラブ
仙台鉄道管理局　3－1　仙商クラブ
仙台球友クラブ　3－2　青葉クラブ
- 準決勝

日和クラブ　2－1　仙台鉄道管理局
仙台球友クラブ　11－0　石巻ハリケーン
- 代表決定戦

仙台球友クラブ　7－2　日和クラブ
仙台球友クラブが東北2次予選に進出（電電東北は1次予選免除）

### 山形県1次予選
- 1回戦

山形相互銀行　2－0　鶴岡ヤンガース
- 代表決定戦

山形相互銀行　1－0　日大山形OB
山形相互銀行が東北2次予選に進出

### 福島県1次予選
- 1回戦

いわきクラブ　2－0　会津若松クラブ
双高OBクラブ　4－3　オール郡山
保原クラブ　9－1　塙クラブ
- 2回戦

いわきクラブ　4－3　SGクラブ
須賀川クラブ　10－3　原田クラブ
小名浜クラブ　11－0　学法石川OBクラブ
双高OBクラブ　10－2　二本松クラブ
自衛隊福島　5－2　飯塚病院クラブ
川俣クラブ　6－4　全白河
オール常交　6－3　保原クラブ
ヨークベニマル　5－2　ニュー相馬
- 3回戦

いわきクラブ　13－0　須賀川クラブ
小名浜クラブ　6－0　双高OBクラブ
川俣クラブ　4－0　自衛隊福島
ヨークベニマル　7－2　オール常交
- 準決勝（代表決定戦）

いわきクラブ　2－1　小名浜クラブ
ヨークベニマル　8－0　川俣クラブ
- 決勝

いわきクラブ　9－1　ヨークベニマル
いわきクラブ、ヨークベニマルが東北2次予選に進出（福島クラブは1次予選免除）

### 東北2次予選
- 1回戦

八戸市水道部　3－2　盛岡鉄道管理局
TDK　3－0　山形相互銀行
新日鉄釜石　5－2　ヨークベニマル
いわきクラブ　4－1　小野田セメント
秋田相互銀行　4－3　きものセンター
谷村新興　12－0（7回コールド）　福島クラブ
- 2回戦

電電東北　1－0　八戸市水道部
新日鉄釜石　1－0　TDK
いわきクラブ　2－0　秋田相互銀行
谷村新興　8－1　仙台球友クラブ
- 準決勝（代表決定戦）

電電東北　1－0　新日鉄釜石
谷村新興　3－0　いわきクラブ
- 決勝（第1代表決定戦）

谷村新興　3－2（延長13回）　電電東北
谷村新興、電電東北が本戦出場

## 北関東地区

### 茨城県1次予選
- 1回戦

水商クラブ　2－1　全水戸
全東海　3－0　マツダクラブ
水戸鉄道局　11－1　水戸金成
青竜クラブ　10－2　大宮クラブ
- 2回戦

日立製作所　11－1　水商クラブ
東日本薬品　1－0　全東海
北茨城市役所　8－2　水戸鉄道局
住友金属鹿島　10－0　青竜クラブ
- 準決勝（代表決定戦）

日立製作所　8－0　東日本薬品
住友金属鹿島　2－0　北茨城市役所
- 決勝

日立製作所　4－0　住友金属鹿島
日立製作所、住友金属鹿島が北関東2次予選に進出

### 栃木県1次予選
- 1回戦

全宇都宮　2－1　作新クラブ
宇都宮大OB　4－3　全鹿沼
- 敗者復活戦

全鹿沼　9－8　作新クラブ
- 準決勝（代表決定戦）

全鹿沼　5－1　全宇都宮
全足利クラブ　10－0　宇都宮大OB
- 決勝

全足利クラブ　6－4　全鹿沼
全足利クラブ、全鹿沼が北関東2次予選に進出

### 群馬県1次予選
- 1回戦（代表決定戦）

高崎鉄道局　6－3　伊勢崎レッドソックス
全前橋　9－8　太田クラブ
- 敗者復活戦（代表決定戦）

伊勢崎レッドソックス　18－4　太田クラブ
- 準決勝

富士重工業　4－2　高崎鉄道局
伊勢崎レッドソックス　7－5　全前橋
- 決勝

富士重工業　13－0　伊勢崎レッドソックス
富士重工業、伊勢崎レッドソックス、高崎鉄道局、全前橋が北関東2次予選に進出

### 北関東2次予選
- 1回戦

富士重工業　7－0　住友金属鹿島
伊勢崎レッドソックス　2－1　全鹿沼
全足利クラブ　2－1　高崎鉄道局
日立製作所　10－2　全前橋
- 準決勝

富士重工業　10－3　伊勢崎レッドソックス
日立製作所　1－0　全足利クラブ
- 代表決定戦

日立製作所　3－0　富士重工業
日立製作所が本戦出場

## 南関東地区

### 神奈川県（横浜市、川崎市以外）1次予選
- 1回戦（代表決定戦）

キャタピラー三菱　9－1　元木組クラブ
日産自動車　8－2　相模原市役所
- 決勝

日産自動車　6－3　キャタピラー三菱
日産自動車、キャタピラー三菱は南関東2次予選に進出

### 東京多摩地区1次予選
- リーグ戦

全調布　4－2　オールスリーボンド
東芝府中　6－0　全調布
東芝府中　3－2　オールスリーボンド
東芝府中、全調布は南関東2次予選に進出

### 埼玉県1次予選
- 1回戦

本田技研　9－0　日産ディーゼル
飯能高OBクラブ　5－2　全所沢
全浦和　3－2　エーザイ
日本通運　6－4　全大宮
- 準決勝

本田技研　8－0　飯能高OBクラブ
日本通運　8－5　全浦和
- 代表決定戦

日本通運　2－0　本田技研
- 敗者復活1回戦

日産ディーゼル　11－3　全所沢
エーザイ　5－1　全大宮
- 敗者復活2回戦

全浦和　8－0　日産ディーゼル
エーザイ　2－1　飯能高OBクラブ
- 敗者復活3回戦

全浦和　4－2　エーザイ
- 第2代表決定戦

本田技研　3－3（延長19回日没引き分け）　全浦和
本田技研　2－0　全浦和
日本通運、本田技研が南関東2次予選に進出

### 千葉県1次予選
- 代表決定リーグ戦

三井造船千葉　15－2　SLクラブ
千葉鉄道局　6－5　川崎製鉄千葉
川崎製鉄千葉　3－2　三井造船千葉
新日鉄君津　11－0　SLクラブ
千葉鉄道局　11－4　SLクラブ
新日鉄君津　2－1　三井造船千葉
川崎製鉄千葉　15－0　SLクラブ
新日鉄君津　6－0　千葉鉄道局
三井造船千葉　4－3　千葉鉄道局
川崎製鉄千葉　2－0　新日鉄君津
川崎製鉄千葉、新日鉄君津が南関東2次予選に進出

### 南関東2次予選
- 1回戦

川崎製鉄千葉　4x－3　キャタピラー三菱
東芝府中　5－3　本田技研
日産自動車　6－0　新日鉄君津
日本通運　6－0　全調布
- 準決勝

東芝府中　6－1（延長11回）　川崎製鉄千葉
日産自動車　5－1　日本通運
- 第1代表決定戦

東芝府中　7－3　日産自動車
- 敗者復活1回戦

本田技研　3－0　キャタピラー三菱
新日鉄君津　6－0　全調布
- 敗者復活2回戦

本田技研　3－1　日本通運
新日鉄君津　4－2（延長10回）　川崎製鉄千葉
- 敗者復活3回戦

本田技研　9－0　新日鉄君津
- 第2代表決定戦

日産自動車　2－1　本田技研
東芝府中、日産自動車が本戦出場

## 東京地区
- 1回戦

オール北斗　6－5　明治生命
東京鉄道管理局　10－0（7回コールド）　東京信用金庫
朝日生命　2－0　日本アイ・ビー・エム
リッカー　12－0（7回コールド）　チャイルド
- 2回戦

電電東京　17－0（7回コールド）　オール北斗
東京ガス　6－3（延長14回）　東京鉄道管理局
鷺宮製作所　12－2（8回コールド）　朝日生命
熊谷組　3x－2（延長12回）　リッカー
- 準決勝

電電東京　7－1　東京ガス
熊谷組　9－1　鷺宮製作所
- 第1代表決定戦

熊谷組　7－3　電電東京
- 敗者復活1回戦

オール北斗　6－2（延長11回）　東京鉄道管理局
朝日生命　2x－1　リッカー
- 敗者復活2回戦

鷺宮製作所　5－1　オール北斗
東京ガス　11－1（7回コールド）　朝日生命
- 敗者復活3回戦

東京ガス　8－3　鷺宮製作所
- 第2代表決定戦

東京ガス　4－1　電電東京
- 第3代表決定戦

電電東京　6－3　鷺宮製作所

熊谷組、東京ガス、電電東京が本戦出場

## 川崎地区
- 代表決定リーグ戦

日本鋼管　2x－1（延長11回）　いすゞ自動車
東芝　7－6　三菱自動車川崎
日本鋼管　7－0　東芝
三菱自動車川崎　2－1　いすゞ自動車
いすゞ自動車　1－0　東芝
日本鋼管　4－0　三菱自動車川崎
（最終結果　1位：日本鋼管（3勝）、2位：いすゞ自動車、東芝、三菱自動車川崎（1勝2敗））
日本鋼管が本戦出場

## 横浜地区
- 1回戦

三菱重工横浜　13－0（7回コールド）　横浜市消防局
- 2回戦

三菱重工横浜　9－2　横浜高島屋
日産サニー神奈川　7－1　横浜金港クラブ
- 3回戦

三菱重工横浜　5－2　日産サニー神奈川
- 代表決定戦

日本石油　5－0　三菱重工横浜
日本石油　9－3　三菱重工横浜
日本石油が本戦出場

## 山梨・静岡地区

### 1次予選
- クラブ1回戦

駿河クラブ　4－1　富士クラブ
清水クラブ　5－3　全沼津
吉原商工クラブ　14－2　オール櫛形
山梨クラブ　9－5　東芝富士クラブ
- クラブ2回戦

駿河クラブ　12－8　山梨球友クラブ
清水クラブ　11－1　桂クラブ
吉原商工クラブ　4－2　清水タイガース
清豊クラブ　4－2　山梨クラブ
- クラブ準決勝

清水クラブ　7－4　駿河クラブ
吉原商工クラブ　2－1　清豊クラブ
- クラブ決勝

清水クラブ　8－4　吉原商工クラブ
- 会社1回戦（代表決定戦）

日本楽器　5－2　河合楽器
大昭和製紙　7－1　関東自動車
- 会社3位決定戦（代表決定戦）

河合楽器　9－1　関東自動車
- 会社決勝

大昭和製紙　5－0　日本楽器
- 第4代表決定戦

清水クラブ　2－0　関東自動車
清水クラブ　6－0　関東自動車
大昭和製紙、日本楽器、河合楽器、清水クラブが2次予選に進出

### 2次予選
- 代表決定リーグ戦

日本楽器　12－0　清水クラブ
河合楽器　1－0　大昭和製紙
大昭和製紙　10－5　清水クラブ
河合楽器　3－2　日本楽器
河合楽器　11－2　清水クラブ
大昭和製紙　3x－2　日本楽器
（最終結果　1位：河合楽器（3勝）、2位：大昭和製紙（2勝1敗）、3位：日本楽器（1勝2敗）、4位：清水クラブ（3敗））
河合楽器が第1代表、大昭和製紙が第2代表に決定
河合楽器、大昭和製紙が本戦出場

## 信越地区

### 新潟県1次予選
- 1回戦

オール新発田　6－5　全飯豊
小千谷クラブ　9－8　長岡クラブ
長商クラブ　2－1　新潟クラブ
新潟コンマーシャル倶楽部　10－0　明石クラブ
オール北越　9－0　オール東
国鉄新潟　11－0　新津クラブ
ニチエー　6－3　白根野球団
- 2回戦（代表決定戦）

平和クラブ　8－3　オール新発田
小千谷クラブ　5－4　長商クラブ
オール北越　8－0　新潟コンマーシャル倶楽部
国鉄新潟　10－0　ニチエー
- 準決勝

平和クラブ　7－5　小千谷クラブ
国鉄新潟　7－1　オール北越
- 決勝

国鉄新潟　7－1　平和クラブ
国鉄新潟、平和クラブ、小千谷クラブ、オール北越が信越2次予選に進出

### 長野県1次予選
- 対抗戦

三協精機　20－0　電電信越
三協精機　3－1　電電信越
両チームとも信越2次予選に進出

### 富山県1次予選
- 対抗戦

電電富山　5－3　北陸銀行
電電富山　6－2　北陸銀行
両チームとも信越2次予選に進出

### 信越2次予選
- 1回戦

三協精機　7－2　小千谷クラブ
北陸銀行　10－4　平和クラブ
電電信越　3－0　オール北越
電電富山　6－4　国鉄新潟
- 準決勝

三協精機　10－0（8回コールド）　北陸銀行
電電信越　6－0　電電富山
- 代表決定戦

電電信越　1－0　三協精機
電電信越が本戦出場

## 名古屋地区
- 1回戦

日通名古屋　4－0　電電東海
名古屋日産　4－2　日産サニー愛知
東邦ガス　2x－1　三菱名古屋
名古屋鉄道局　2－1　愛知トヨタ
- 2回戦

日通名古屋　5－1　名古屋日産
東邦ガス　2－1　名古屋鉄道局
- 3回戦

日通名古屋　8－5　東邦ガス
- 敗者復活1回戦

電電東海　9－0（7回コールド）　日産サニー愛知
三菱名古屋　5－0　愛知トヨタ
- 敗者復活2回戦

三菱名古屋　9－2（7回コールド）　電電東海
名古屋日産　3－0　名古屋鉄道局
- 敗者復活3回戦

三菱名古屋　4－3　名古屋日産
- 敗者復活4回戦

三菱名古屋　5－0　東邦ガス
- 代表決定戦

日通名古屋　4－3　三菱名古屋
日通名古屋が本戦出場

## 東海北陸地区
- 1回戦

新日鉄名古屋日産　8－1（7回コールド）　王子製紙春日井
本田技研鈴鹿　7－1　西川物産
- 2回戦

サンジルシ醸造　4x－3　東海理化
西濃運輸　7－0（7回コールド）　丹羽鉦電機
新日鉄名古屋　4－0　トヨタ自動車
本田技研鈴鹿　3－2　電電北陸
- 3回戦

西濃運輸　5－2　本田技研鈴鹿
新日鉄名古屋　6－3　サンジルシ醸造
- 第1代表決定戦

西濃運輸　6－2　新日鉄名古屋
- 敗者復活1回戦

丹羽鉦電機　7－0（7回コールド）　王子製紙春日井
西川物産　5－1　東海理化
- 敗者復活2回戦

電電北陸　4－1　丹羽鉦電機
西川物産　2－1（延長14回）　トヨタ自動車
- 敗者復活3回戦

本田技研鈴鹿　5－2　サンジルシ醸造
電電北陸　6－0　西川物産
- 敗者復活4回戦

本田技研鈴鹿　7－6　電電北陸
- 第2代表決定戦

本田技研鈴鹿　4－2　新日鉄名古屋
西濃運輸、本田技研鈴鹿が本戦出場

## 京都市地区
- 1回戦

京都信用金庫　5－1　洛友クラブ
山田静　8－1　北桑クラブ
ユニチカ　12－2　キョートビルクラブ
- 2回戦

第一紙行　5－0　西京クラブ
京都信用金庫　7－1　高島屋京都
京都市役所　4－3（延長10回）　山田静
ユニチカ　2－0　丸勝
- 3回戦

京都市役所　6－1　京都信用金庫
ユニチカ　9－2（8回コールド）　第一紙行
- 敗者復活1回戦

北桑クラブ　7－2　洛友クラブ
西京クラブ　4－2　キョートビルクラブ
高島屋京都　8－5　山田静
- 敗者復活2回戦

西京クラブ　11－4　北桑クラブ
丸勝　8－2　高島屋京都
- 敗者復活3回戦

第一紙行　9－1（7回コールド）　西京クラブ
京都信用金庫　7－1　丸勝
- 4回戦

大丸　8－0（7回コールド）　京都市役所
辻和　3－0　ユニチカ
三菱自動車京都　6－4　第一紙行
日本新薬　2－0　京都信用金庫
- 代表決定リーグ戦

辻和　1－0　日本新薬
三菱自動車京都　4x－3（延長11回）　大丸
大丸　2－0　日本新薬
辻和　1－0　三菱自動車京都
三菱自動車京都　2－0　日本新薬
大丸　4－3　辻和
（最終結果　1位：大丸、三菱自動車京都、辻和（2勝1敗）、4位：日本新薬（3敗））
大丸、三菱自動車京都、辻和の3チームで再リーグ戦を行う。
- 代表決定再リーグ戦

辻和　2－1　大丸
大丸　3－1　三菱自動車京都
三菱自動車京都　3－1　辻和
1勝1敗で並んだため決勝トーナメントを行う。
- 1回戦

大丸　1x－0　三菱自動車京都
- 代表決定戦

大丸　4－1　辻和
大丸が本戦出場

## 大阪市地区
- 1回戦

デュプロ　5－0　全三和銀行
- 2回戦

大和銀行　8－5　旭化成
大阪高島屋　5－1　大阪ペーシェンスクラブ
電電近畿　6－0　住友銀行
日本生命　6－0　デュプロ
- 3回戦

日本生命　7－0　大和銀行
電電近畿　12－2（7回コールド）　大阪高島屋
- 第1代表決定戦

日本生命　2x－1　電電近畿
- 敗者復活1回戦

全三和銀行　8－3　旭化成
住友銀行　14－0　大阪ペーシェンスクラブ
- 敗者復活2回戦

全三和銀行　6－2　住友銀行
- 敗者復活3回戦

デュプロ　6－2　全三和銀行
大和銀行　2－1　大阪高島屋
- 敗者復活4回戦

デュプロ　1－0　大和銀行
- 第2代表決定戦

デュプロ　6－5　電電近畿
日本生命、デュプロが本戦出場

## 神戸地区
- 1回戦

小西酒造　1－1（延長18回引き分け再試合）　川崎製鉄神戸
小西酒造　2x－1（延長12回）　川崎製鉄神戸
- 2回戦

川崎重工　8－5　神戸製鋼
三菱重工神戸　1x－0　小西酒造
- 3回戦

三菱重工神戸　3－1　川崎重工
- 敗者復活1回戦

神戸製鋼　2x－1　川崎製鉄神戸
- 敗者復活2回戦

小西酒造　1－0　神戸製鋼
- 敗者復活3回戦

小西酒造　5－0（延長12回）　川崎重工
- 代表決定戦

三菱重工神戸　2－0　小西酒造
三菱重工神戸が本戦出場

## 東近畿地区
- 1回戦

新日鉄堺　2－0　東レ
松下電器　20－0　日立造船所
- 2回戦

新日鉄堺　1x－0（延長15回）　松下電器
- 敗者復活1回戦

東レ　7－0　日立造船所
- 敗者復活2回戦

松下電器　1－0　東レ
- 代表決定戦

新日鉄堺　3－1　松下電器
新日鉄堺が本戦出場

## 西近畿地区
- 1回戦

新日鉄広畑　4－0（延長10回）　鐘淵化学
住友金属　9－0　石川島播磨重工業
- 第1代表決定戦

新日鉄広畑　3－2（延長13回）　住友金属
- 敗者復活戦

鐘淵化学　1－0　石川島播磨重工業
- 第2代表決定戦

住友金属　3－1　鐘淵化学
新日鉄広畑、住友金属が本戦出場

## 中国地区

### 岡山県1次予選
- リーグ戦

三井造船玉野　7－2　川崎製鉄水島
川崎製鉄水島　1－0　三菱自動車水島
三井造船玉野　3－1　三菱自動車水島
三井造船玉野が中国2次予選に進出

### 広島県1次予選
- 1回戦

日本鋼管福山　4－1　常石鉄工
- 2回戦

三菱重工三原　9－2　国鉄広島
東洋工業　6－3　広島マツダ
三菱重工広島　13－8　山本鋼材
日本鋼管福山　3－1　電電四国
- 準決勝

日本鋼管福山　3－2　三菱重工三原
三菱重工広島　10－1　東洋工業
- 第1代表決定戦

三菱重工広島　5－1　日本鋼管福山
- 敗者復活1回戦

常石鉄工　3－2　東洋工業
山本鋼材　14－7　国鉄広島
広島マツダ　2－0　電電中国
- 敗者復活2回戦

三菱重工三原　5－2　常石鉄工
広島マツダ　5－0　山本鋼材
- 第2,3代表決定リーグ戦

日本鋼管福山　4－3　三菱重工三原
日本鋼管福山　8－0　広島マツダ
広島マツダ　3－2　三菱重工三原
三菱重工広島、日本鋼管福山、広島マツダが中国2次予選に進出

### 山口県1次予選
- 代表決定リーグ戦

東洋紡　11－0　田辺製薬
協和発酵　4－1　新日鉄光
新日鉄光　10－0　航空自衛隊防府
田辺製薬　2－1　協和発酵
東洋紡　5－4　協和発酵
田辺製薬　17－11　航空自衛隊防府
協和発酵　9－1　航空自衛隊防府
新日鉄光　9－1　東洋紡
新日鉄光　5－0　田辺製薬
東洋紡　8－0　航空自衛隊防府
- 第1代表決定戦

新日鉄光　6－2　東洋紡
新日鉄光、東洋紡が中国2次予選に進出

### 中国2次予選
- 代表決定リーグ戦

日本鋼管福山　6－3　新日鉄光
三菱重工広島　2－1　東洋紡
広島マツダ　3－2　三井造船玉野
広島マツダ　2－1　東洋紡
新日鉄光　3－1　三菱重工広島
日本鋼管福山　9－0　三井造船玉野
三菱重工広島　5－2　三井造船玉野
日本鋼管福山　7－1　広島マツダ
新日鉄光　4－2　東洋紡
日本鋼管福山　3－0　東洋紡
新日鉄光　5－0　三井造船玉野
広島マツダ　1x－0　三菱重工広島
日本鋼管福山　4－3　三菱重工広島
広島マツダ　4－0　新日鉄光
（最終結果　1位：日本鋼管福山（5勝）、2位：広島マツダ（4勝1敗）、3位：新日鉄光（3勝2敗）、4位：三菱重工広島（2勝3敗）、5位：東洋紡、三井造船玉野（4敗））
日本鋼管福山が第1代表、広島マツダが第2代表に決定
日本鋼管福山、広島マツダが本戦出場

## 四国地区
- 1回戦

国鉄四国　12－0（7回コールド）　徳島野球倶楽部
阿波銀行　8－2　大林自動車
- 2回戦

電電四国　2－1　愛媛相互銀行
大倉工業　4－1　四国銀行
丸善石油　13－0（7回コールド）　国鉄四国
伊予銀行　1－0　阿波銀行
- 3回戦

電電四国　6－0　丸善石油
伊予銀行　6－1　大倉工業
- 第1代表決定戦

伊予銀行　3－1　電電四国
- 敗者復活1回戦

愛媛相互銀行　11－3　徳島野球倶楽部
四国銀行　11－0（7回コールド）　大林自動車
- 敗者復活2回戦

愛媛相互銀行　2－1　国鉄四国
四国銀行　1－0　阿波銀行
- 敗者復活3回戦

愛媛相互銀行　11－0（7回コールド）　四国銀行
丸善石油　1－0　大倉工業
- 敗者復活4回戦

愛媛相互銀行　2－1（延長12回）　丸善石油
- 第2代表決定戦

愛媛相互銀行　5－1　電電四国
伊予銀行、愛媛相互銀行が本戦出場

## 九州地区

### 大分県1次予選
- リーグ戦

日鉱佐賀関　6－4　大分鉄道局
新日鉄大分　5－3　大分鉄道局
日鉱佐賀関　6－3　新日鉄大分
全チームが九州2次予選に出場

### 熊本県1次予選
- 準決勝

熊本鉄道局　2－1　電電九州
九州産交　12－1　日立造船有明
- 決勝

九州産交　2－0　熊本鉄道局
全チームが九州2次予選に出場

### 九州2次予選
- 1回戦

大分鉄道局　2－1　鹿児島鉄道局
三菱重工長崎　9x－8　新日鉄大分
日鉱佐賀関　7－2　門司鉄道局
- 2回戦

九州産交　2－1　熊本鉄道局
大分鉄道局　5－1　電電九州
三菱重工長崎　1－0　新日鉄八幡
日鉱佐賀関　10－0（7回コールド）　日立造船有明
- 準決勝

三菱重工長崎　4－1　大分鉄道局
日鉱佐賀関　3－0（8回表終了降雨コールド）　九州産交
- 第1代表決定戦

日鉱佐賀関　2－1　三菱重工長崎
- 敗者復活戦

九州産交　8－2　大分鉄道局
- 第2代表決定戦

九州産交　2－0　三菱重工長崎
日鉱佐賀関、九州産交が本戦出場